# Lübbesee
Der Lübbesee ist ein etwa 300 ha großer flussartiger See bei der Stadt Templin im Nordosten des Bundeslandes Brandenburg. Er liegt am Rand des Naturraums der Schorfheide. Der See erstreckt sich über eine Länge von 12 km entlang der Orte Templin mit dem Wohnplatz Postheim, Ahrensdorf und Petersdorf bis nach Ahlimbsmühle. Seine maximale Wassertiefe beträgt 13 m. Er hat ein Einzugsgebiet von 36,75 km².
Der See ist für Boote mit Verbrennungsmotoren gesperrt. Von Elektromotoren angetriebene Wasserfahrzeuge dürfen ihn jedoch befahren. Der Lübbesee besitzt eine ausgezeichnete Wasserqualität mit Sichttiefen bis zu 4 m.
Vom Templiner Ufer aus werden Rundfahrten mit einem Elektroschiff angeboten. Des Weiteren kann der See mit Ruder-, Tret- und Segelbooten befahren werden. Die Ufer des Sees sind größtenteils sehr flach und weit begehbar.

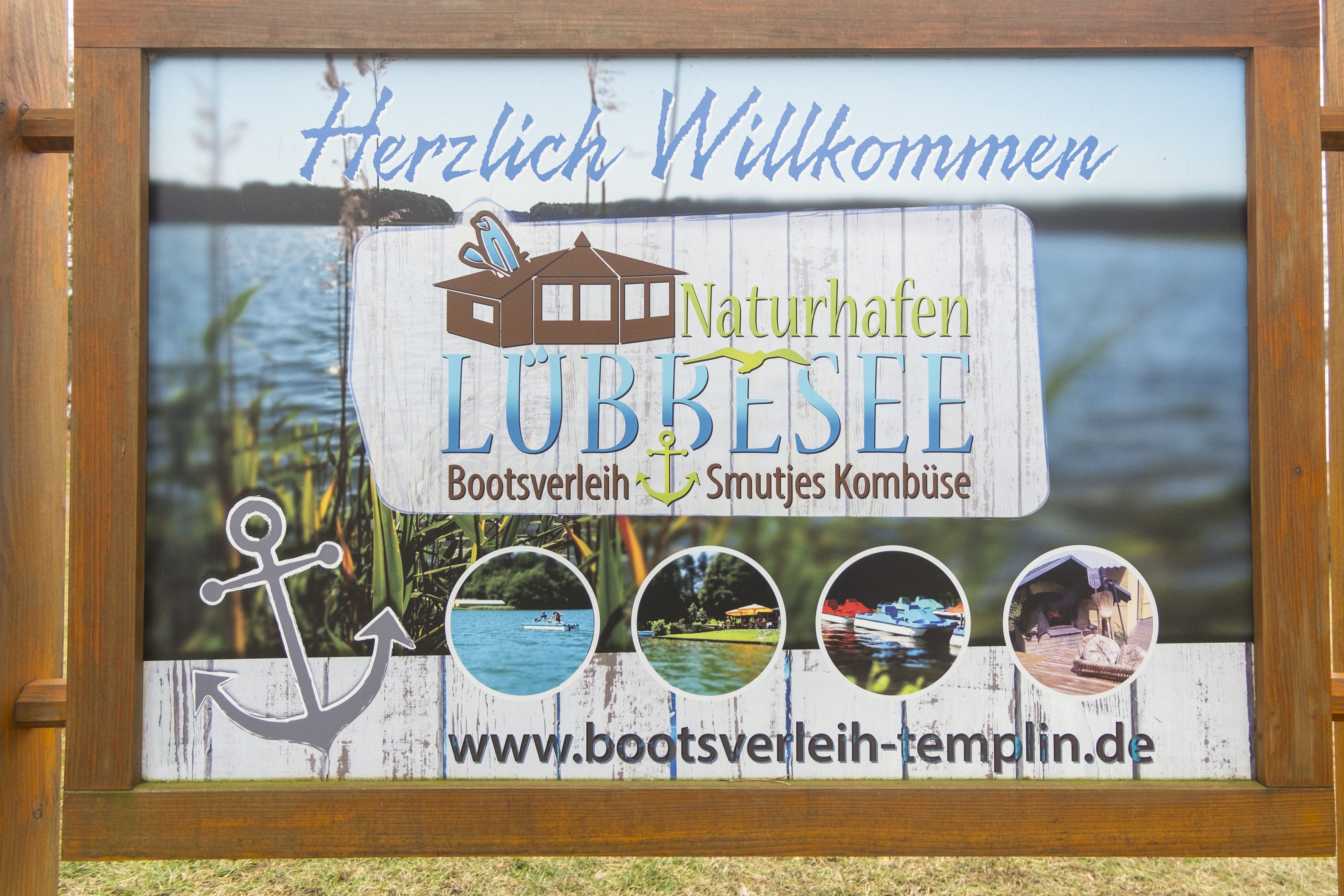
Naturhafen am Lübbesee
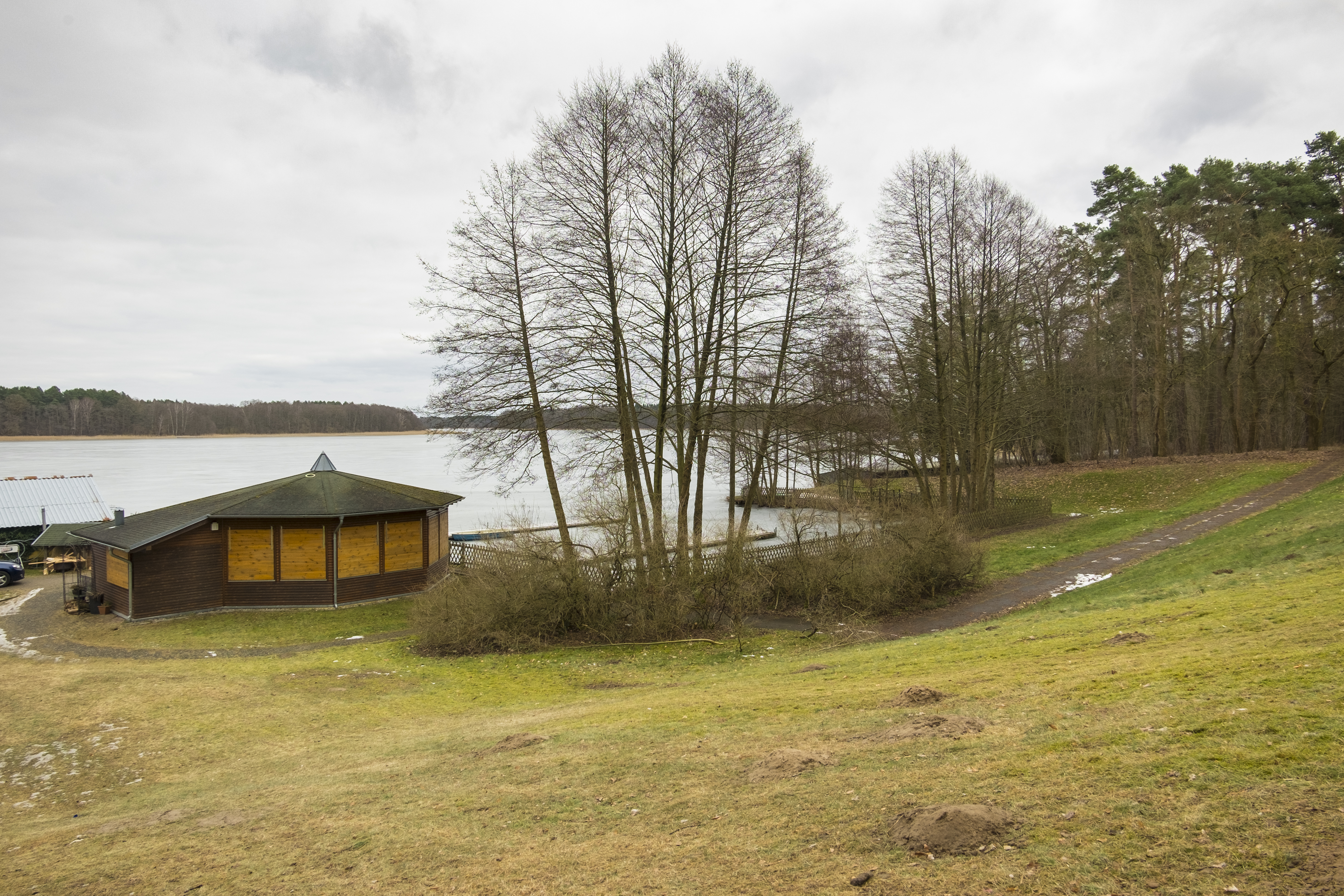
Naturhafen am Lübbesee
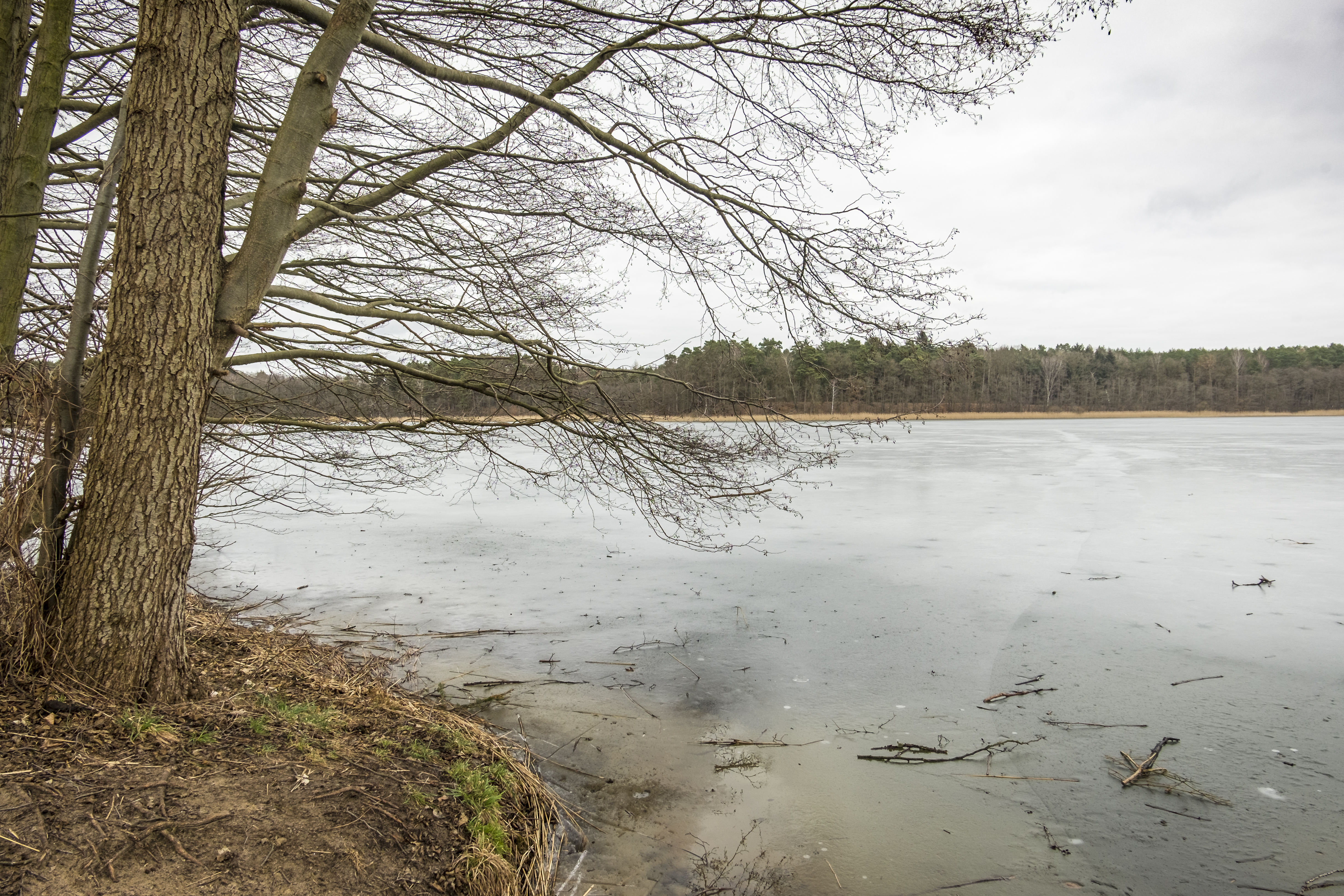
Lübbesee im Winter in Templin
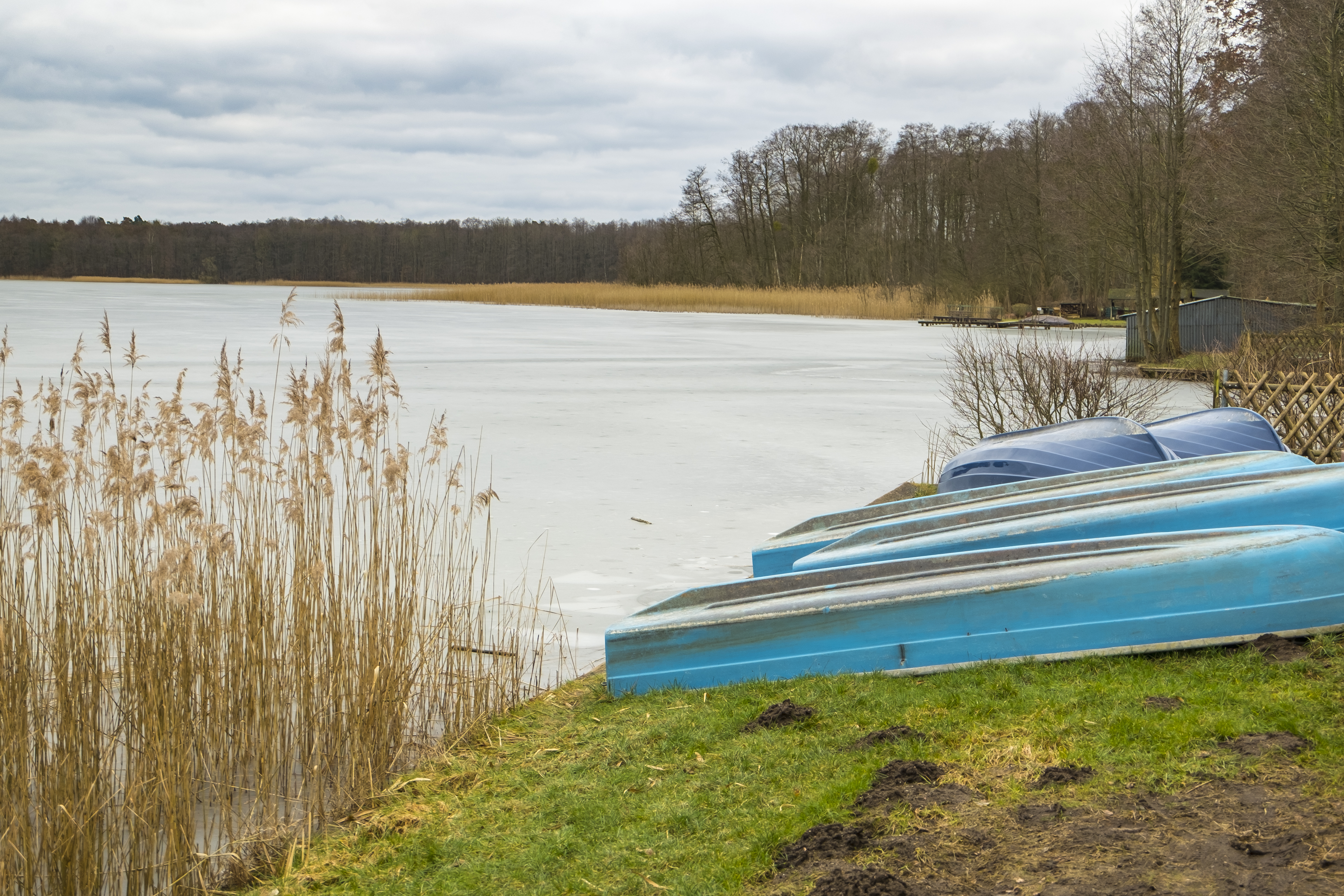
Lübbesee im Winter
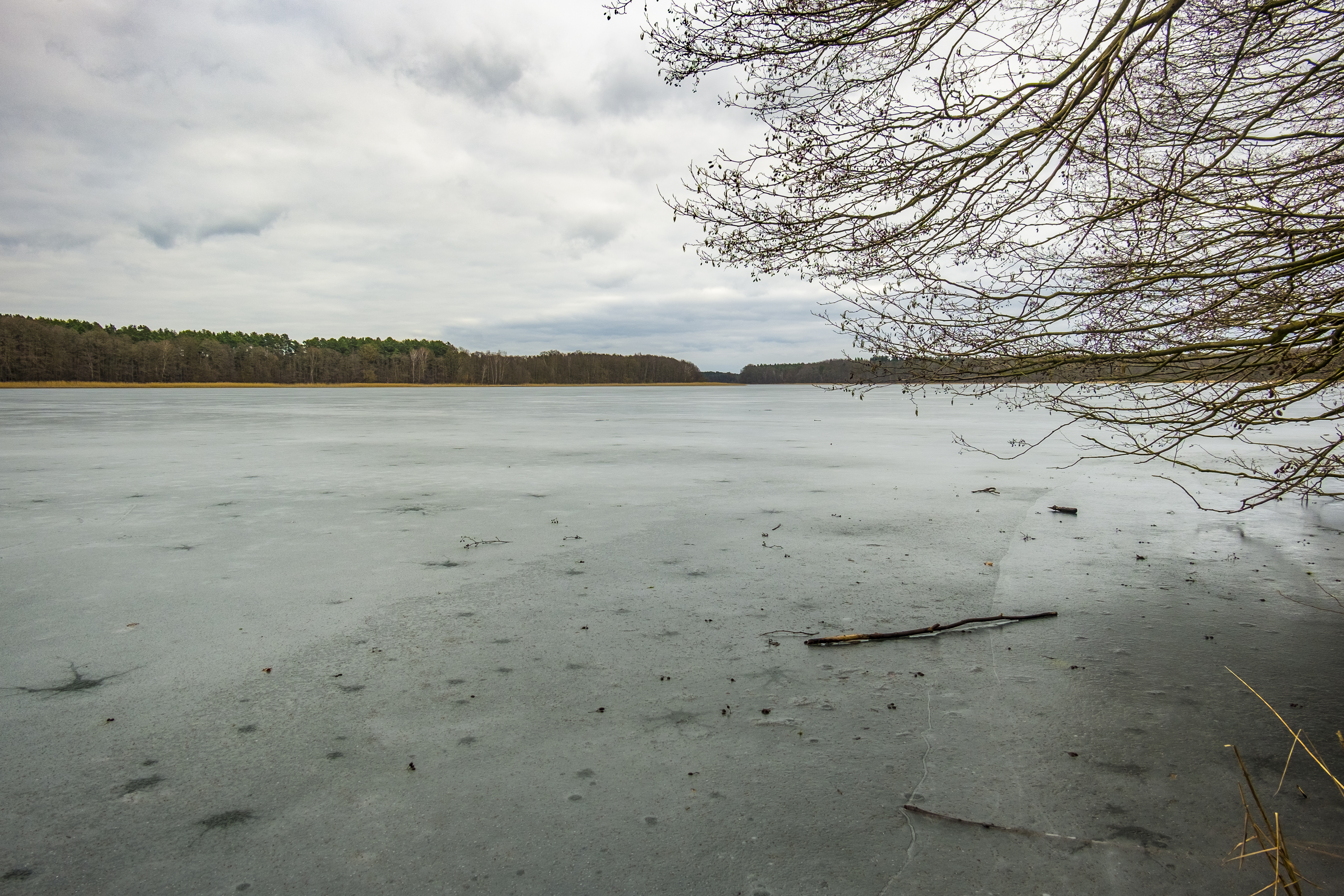
Der zugefrorene Lübbesee
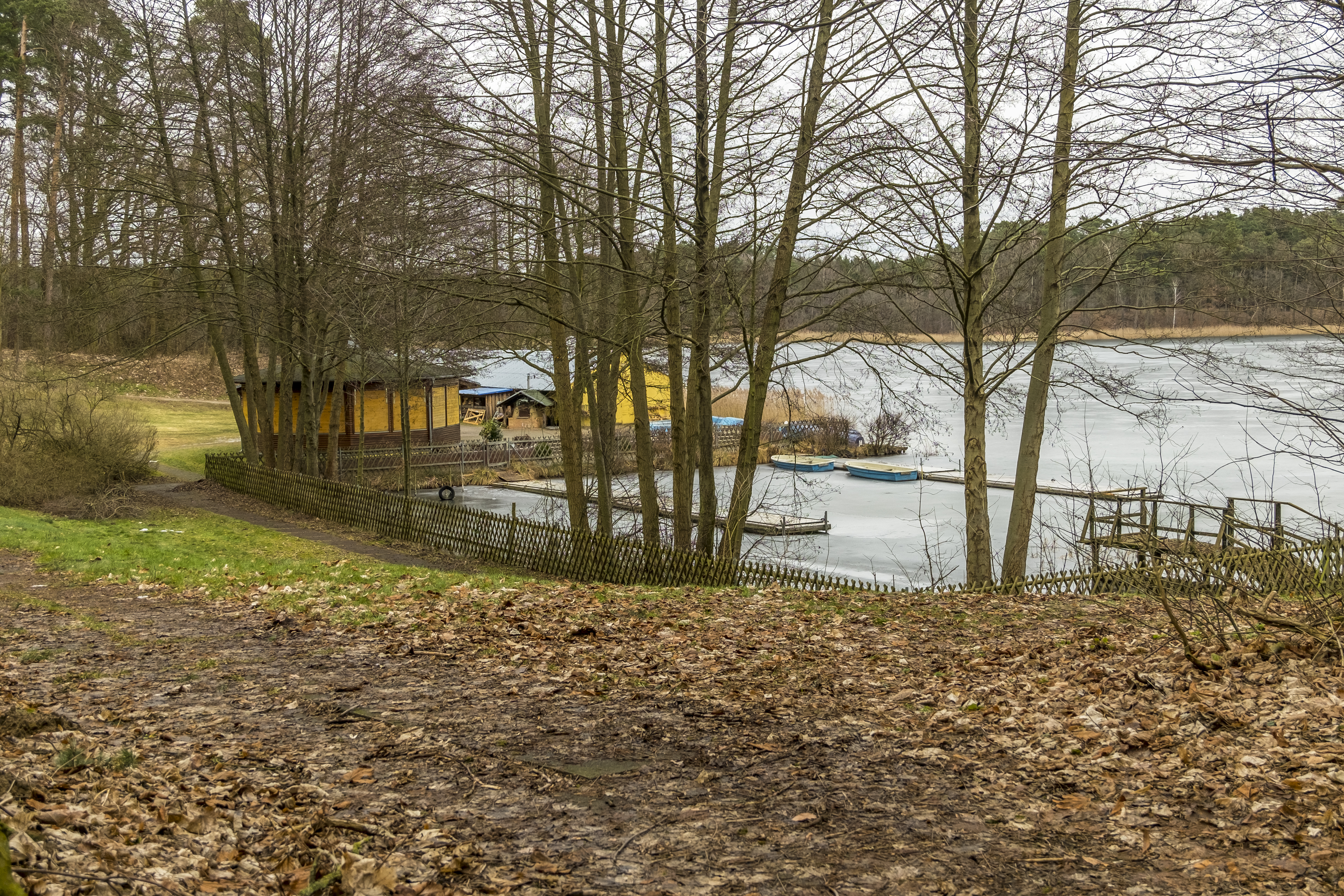
Naturhafen im Winter
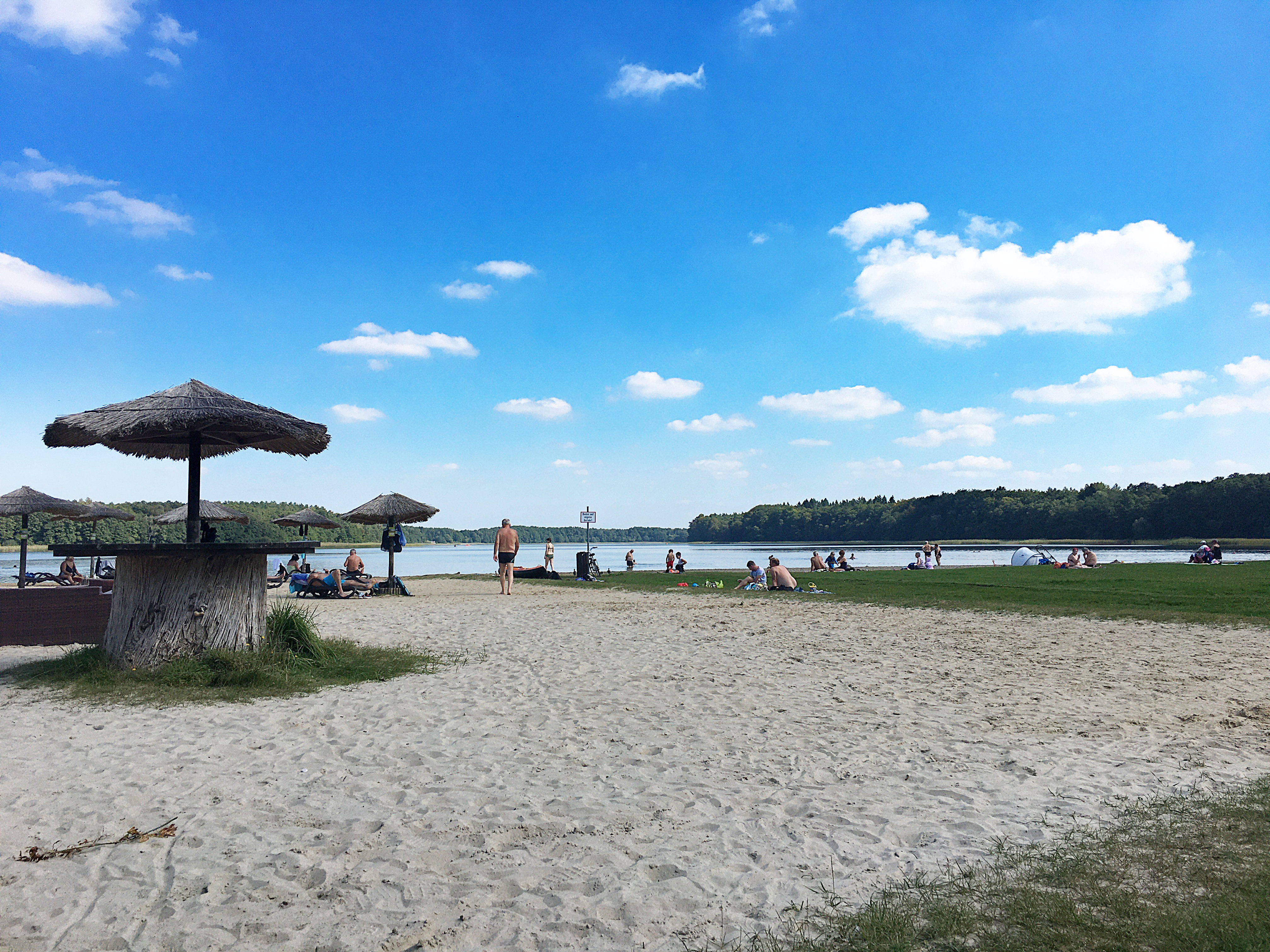
Badestrand am Templiner Ufer